# Anders Sandøe Ørsted (Botaniker)

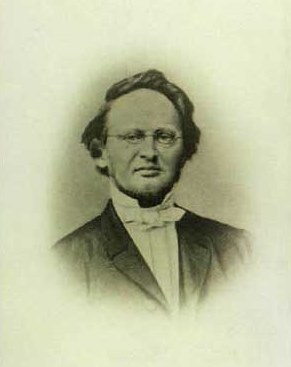
Anders Sandøe Ørsted

Anders Sandøe Ørsted [ˈœrsdɛð] (* 21. Juni 1816 in Rudkøbing; † 3. September 1872 in Kopenhagen) war ein dänischer Botaniker und Zoologe. Sein offizielles botanisches Autorenkürzel lautet „Oerst.“

## Leben
Ørsted war der Sohn des Kaufmanns Jacob Albert Ørsted (1780–1829) und dessen Ehefrau Petronelle Catherine (geborene Bang, 1781–1845). Nach Angaben von Matthias Bath soll er der Sohn von Hans Christian Ørsted und dessen Frau Inger Birgitte Ballum gewesen sein. Bereits im Jahr 1820 kam er in die Obhut seines Onkels Anders Sandøe Ørsted, bei dem er aufwuchs. Er wurde 1835 Student und 1844 Magister. 1842 veröffentlichte er sein Buch „Beobachtungen über die Verteilung der Vegetation im Öresund“. Von 1845 bis 1848 bereiste er Mittelamerika und Westindien und brachte eine große Sammlung vorher noch nicht gekannter Pflanzen mit nach Hause. An der Universität von Kopenhagen wurde er 1858 Dozent und 1862 Professor für Botanik. Der größte Teil seiner Arbeit bestand darin, die von ihm gesammelten Gewächse zu bestimmen. Er entdeckte aber fast gleichzeitig mit Anton de Bary den Wirtswechsel von parasitär lebenden Pilzen.
Seine Aufzeichnungen, welche die Meeresalgen Westindiens betreffen, die nach seiner Meinung die Nahrungsgrundlage für Meerestiere bildeten, wurden zu seiner Zeit wenig beachtet. Sie bildeten aber die Grundlage für spätere Planktonforschung.
Ørsted war seit dem 3. August 1858 mit Frederikke Christiane (geborene Gebhard, 1838–1914) verheiratet. Sie war die Tochter des Landchirurgen Friedrich Christian Gebhard (1788–1838) aus Langeland und dessen dritter Ehefrau Hanne Sophie (geborene Krøyerm 1801–1882).

## Ehrungen
Nach ihm benannt sind die Pflanzengattungen Oerstedella Rchb.f. aus der Familie der Orchideen, Oerstedianthus Lundell aus der Familie der Primelgewächse (Primulaceae), Oerstedina Wiehler aus der Familie der Gesneriengewächse (Gesneriaceae), die Algengattung Oerstedtia Trevis. und der Mittelamerikanische Totenkopfaffe (Saimiri oerstedii).

## Schriften (Auswahl)
- Planterigets Naturhistorie. 1839.
- Centralamerika’s Gesneraceer. 1858.
- L’Amérique centrale. 1863.
- Recherches sur la classification des Chênes. 1867.
- A. S. Oersted’s System der Pilze, Lichenen und Algen. Deutsche vermehrte Auflage. Wilhelm Engelmann, Leipzig 1873 (dänisch, babel.hathitrust.org, deutsch babel.hathitrust.org – Originaltitel: Lovsporeplanterne – en morfologisk og systematisk udsigt over denne plantegruppe. Kopenhagen 1871. Übersetzt von August Grisebach, Johannes Reinke).